# Safio
Safio ou congro (Conger conger) é um peixe da família Congridae, com distribuição natural na águas do Atlântico Oriental desde a Noruega e Islândia até ao Senegal, e também no mar Mediterrâneo e no mar Negro, a profundidades de até 1170 m. O comprimento máximo atinge os 3 m, e pesa até 110 kg. Na sua fase adulta é chamado de congro.

## Descrição
O Conger conger habita em fundos rochosos e arenosos, permanecendo perto da costa na juventude e deslocando-se para águas mais profundas quando atinge a maturação sexual. É um predador nocturno que se alimenta de peixes, crustáceos, e cefalópodes. Tal como outras espécies do grupo, reproduz-se apenas uma vez na vida. É sexualmente activo entre os 5 e os 15 anos, e desova no verão junto à costa Atlântica de Portugal e no Mediterrâneo, produzindo cerca de 3 a 8 milhões de óvulos.
A sua pesca necessita de alguns cuidados, pois permanece muito tempo vivo e a sua mordedura pode causar feridas de grande gravidade.
É vendido fresco ou congelado e é cozinhado de diversas formas (caldeiradas, com arroz) embora o elevado número de espinhas não o torne especialmente atractivo.

## Galeria

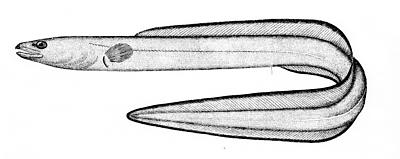
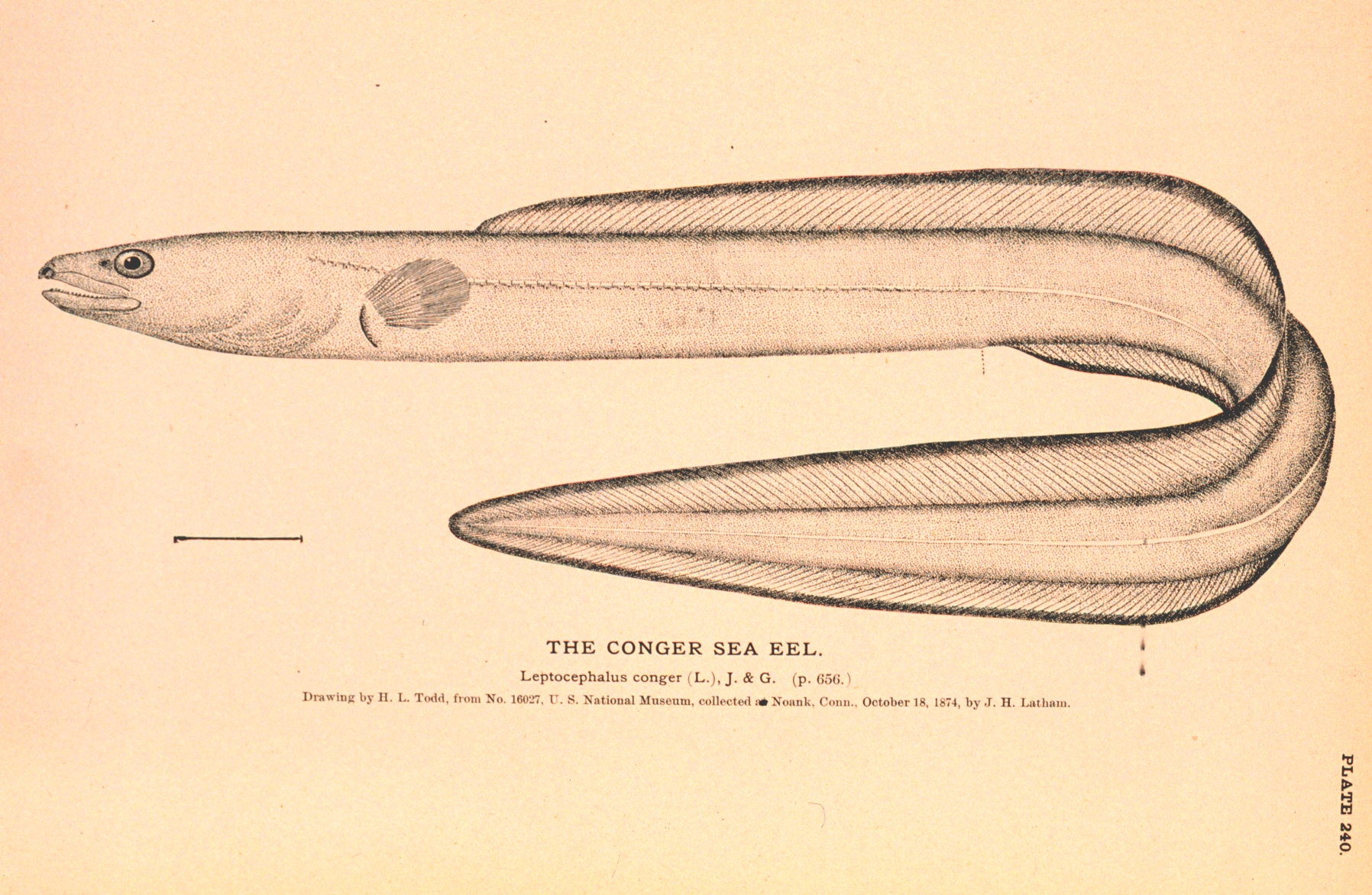